# Barranc de Comalestorres
El Barranc de Comalestorres és un barranc que discorre del tot dins del terme municipal de la Vall de Boí, a la comarca de l'Alta Ribagorça, i dins el Parc Nacional d'Aigüestortes i Estany de Sant Maurici.
Té el naixement a uns 2.275 metres, al mig de Comalestorres. El seu curs discorre cap a l'est i desemboca, a 1.783 metres, en la zona central de la riba occidental de l'Embassament de Cavallers.